# Afanomicose
A afanomicose ou peste do lagostim é uma doença que afecta mortalmente os lagostins comuns da Europa, provocada pelo parasita Aphanomyces astaci. Propaga-se através dos seus esporos, e os seus hóspedes são o lagostim-vermelho e o lagostim-sinal, resistentes a este fungo. A introdução destas espécies em águas continentais europeias tem provocado a quase extinção do lagostim-de-patas-brancas e do lagostim-de-patas-vermelhas, ambos autóctones da Europa. As taxas de mortalidade dos lagostins europeus afectados pela peste atinge os 100% e terá provocado a sua extinção em vastas regiões do continente.
Uma das características físicas utilizadas para diagnóstico é a presença de hifas entre os segmentos do abdómen, no entanto, normalmente a doença não é detectada previamente à morte do lagostim. É possível tratar os exemplares saudáveis com antifúngicos para evitar que contraiam a doença. Outras medidas que têm sido tomadas para combater a doença consiste na eliminação dos exemplares de lagostins alóctones ou contenção da sua expansão através de diques e a procura de populações de lagostins autóctones que sejam resistentes ao Aphanomyces astaci para assim poder repovoar extensões de rios contaminados pela afanomicose.

## Transmissão e patogénese

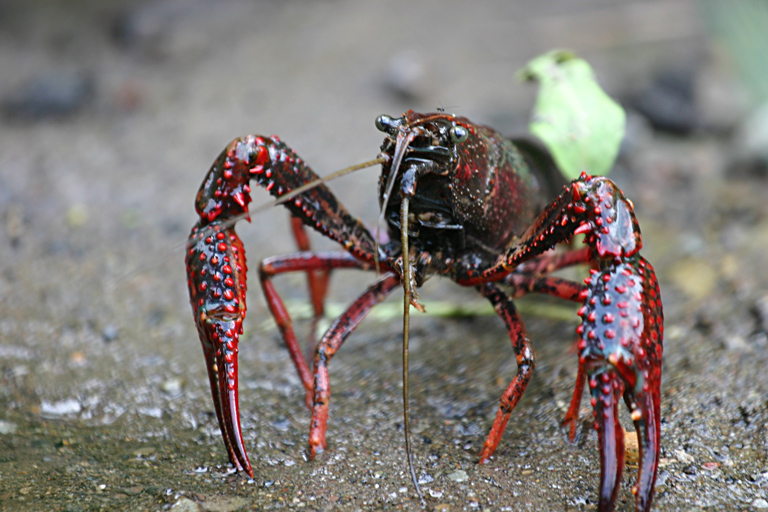
O lagostim-vermelho-do-rio (Procambarus clarkii) é um vetor da afanomicose.

Várias espécies de lagostins americanos são vetores desta doença, tal como o lagostim-sinal (Pacifastacus leniusculus), o lagostim-vermelho-do-rio (Procambarus clarkii) ou o lagostim-americano (Orconectes limosus). Estas espécies normalmente são imunes ao parasita; contudo, foram documentados exemplares mortos destas espécies devido à infeção. Haja vista que Aphanomyces astaci invade o seu hospedeiro, produz zoósporos biflagelados. Estes zoósporos dispersam-se na massa de água, auxiliados pelas correntes. A ação antrópica pode também contribuir para a sua dispersão, uma vez que os zoósporos podem ser encontrados em utensílios de pesca como botas de água ou redes de mão e se não forem tomadas as medidas adequadas de desinfecção podem ser contaminadas as zonas que antes não se encontravam afetadas. Foi também documentada a transmissão da doença através de peixes que se deslocavam entre diferentes bacias hidrográficas. A disseminação dos zoósporos é menos efectiva se a temperatura da água for baixa.

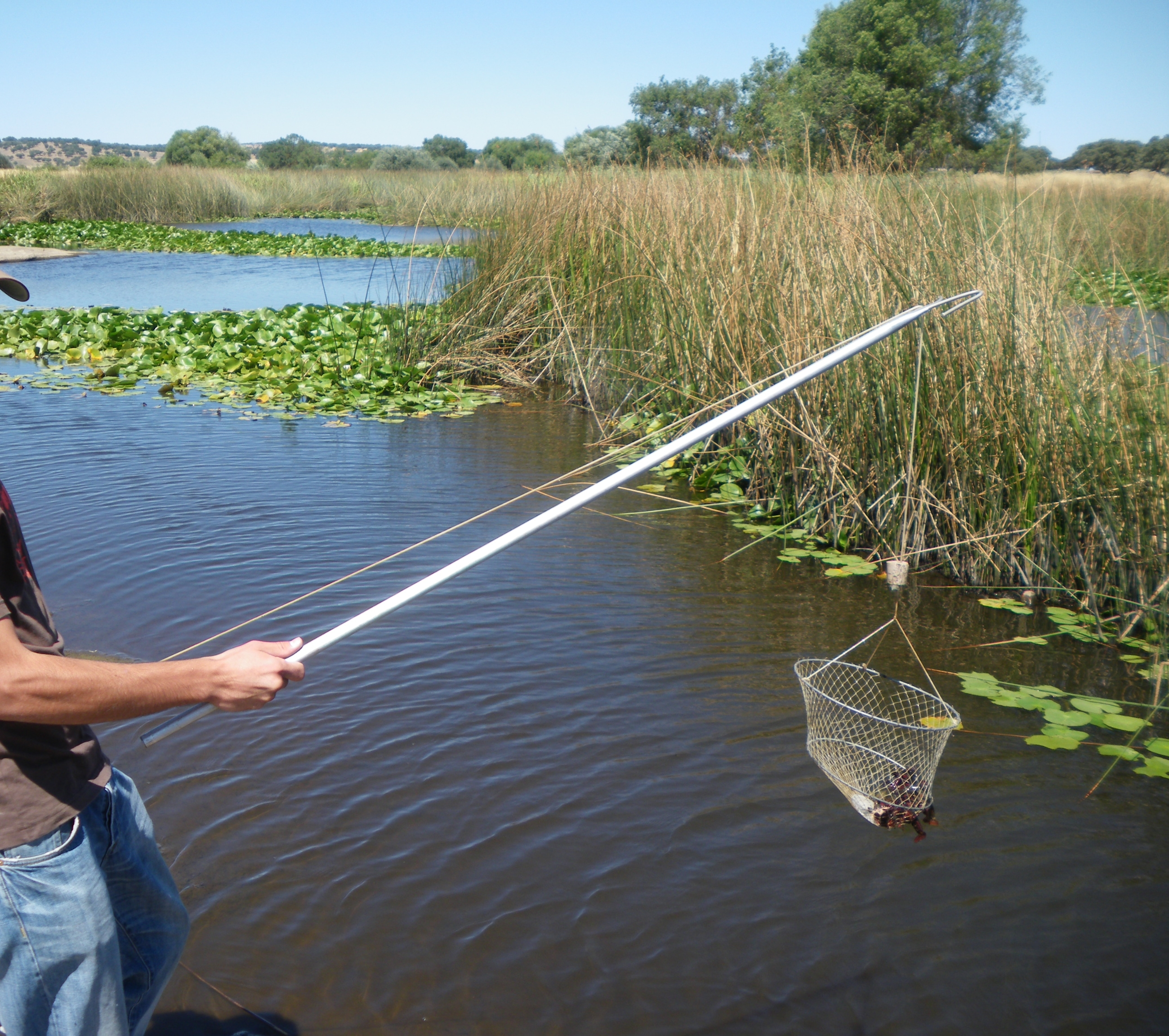
Pesca de lagostins com redes de mão. Se não forem devidamente desinfectados, os utensílios de pesca podem contribuir para a transmissão da afanomicose.

Quando os zoósporos alcançam um lagostim estes instalam em zonas danificadas da cutícula. Uma vez alojados, enquistam-se e desprendem-se do flagelo para começar a desenvolver-se no hospedeiro. Caso o zoósporo não se aloje num lagostim este não desenvolve, mas pode desprender-se do quisto e regressar ao meio aquático para encontrar outro hospedeiro, podendo repetir este processo por até três vezes.
Quando o zoósporo germina dentro da cutícula não esclerotizada invade a cavidade interna do lagostim a partir do desenvolvimento de um micélio asseptado. Para isso, o Aphanomyces astaci produz peptidases, quitinases e esterases, enzimas que facilitam a penetração do micélio na cutícula. Os lagostins originários do Norte da América são capazes de encapsular os esporos em melanina impedindo a acção dos micélios, ao contrário dos lagostins europeus, que acabam por morrer.

## Cepas

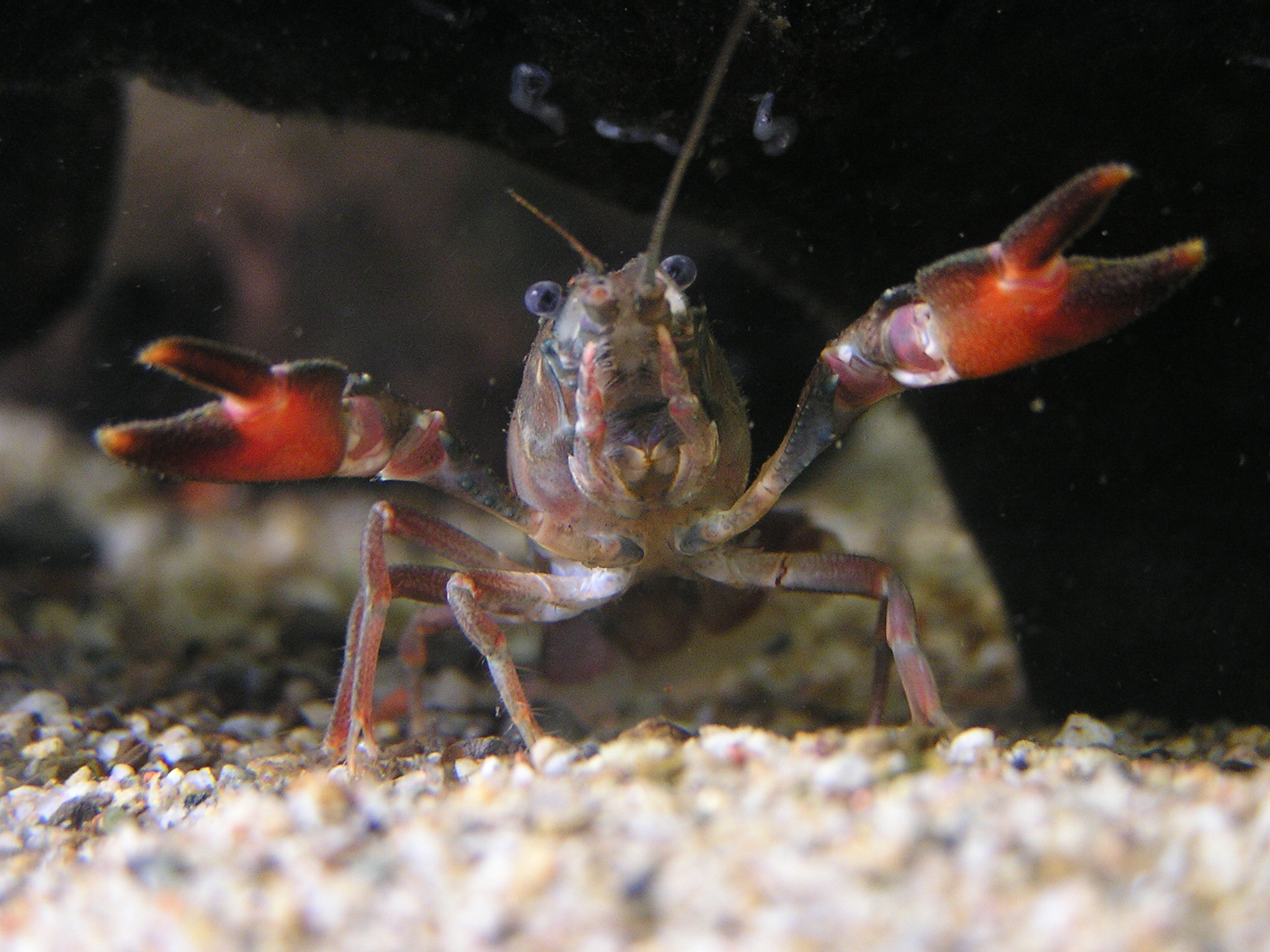
No lagostim-sinal (Pacifastacus leniusculus) foram identificadas as cepas pertencentes ao grupo B e C de Aphanomyces astaci.

Fazendo uso da técnica de amplificação aleatória de ADN polimórfico (RAPD) foram distinguidos quatro grupos genéticos de Aphanomyces astaci:
- Grupo A: Cepas do parasita obtidas a partir de exemplares dos lagostins Astacus leptodactylus e Astacus astacus.
- Grupo B: Cepas isoladas obtidas a partir de exemplares de Pacifastacus leniusculus procedentes da Califórnia.
- Grupo C: Cepas isoladas obtidas a partir de exemplares de Pacifastacus leniusculus procedentes do Canadá.
- Grupo D: Cepas isoladas obtidas a partir de exemplares de Procambarus clarkii.

Os grupos presentes na Europa são o A, o B e o D. As infeções mais recentes ocorridas na Europa são provocadas por cepas pertencentes ao grupo B. A cepa do grupo A parece ser a que infetou os lagostins europeus no século XIX.

## História e espécies vulneráveis

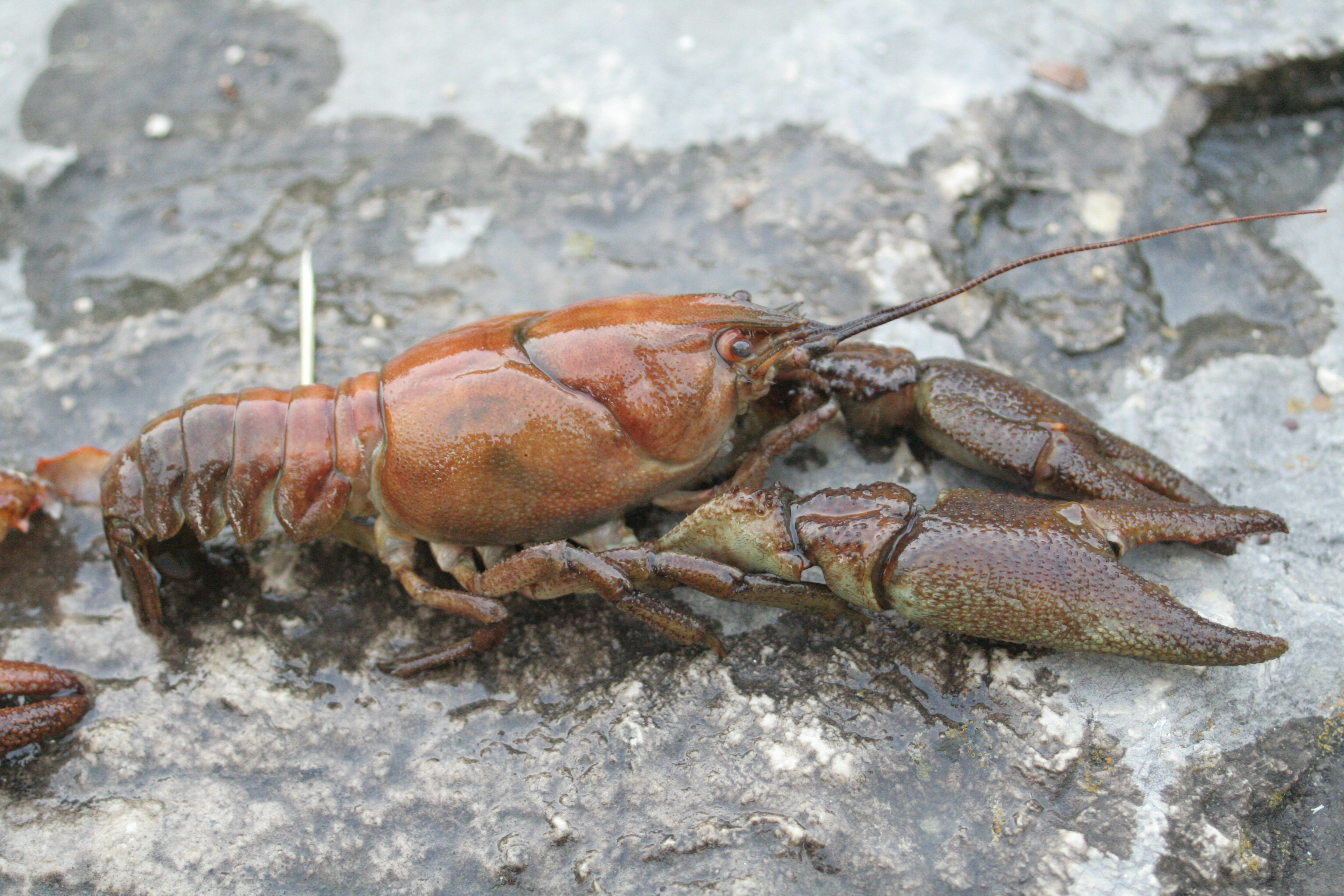
O lagostim-de-patas-brancas (Austropotamobius pallipes) é bastante vulnerável à afanomicose.

No terceiro trimestre do século XIX a doença apareceu na Europa algures entre a fronteira da França e Alemanha, e desde então alastrou-se, por um lado, através do rio Danúbio até ao mar Negro, e por outro, através da zona norte da Alemanha em direção à Rússia, Finlândia e Suécia. Neste último país, a praga apareceu em 1907, o que provocou o declínio das populações do lagostim que habitava a região, Astacus astacus, o que terá provocado o desaparecimento de 95% das suas populações nos últimos 100 anos. Em Espanha foi registado um elevado número de lagostins-de-patas-brancas mortos no rio Douro em 1958, provavelmente devido à afanomicose. Em 1971 detetaram-se os primeiros casos na Noruega, em 1981 na Grã-Bretanha, em 1984 na Turquia e em 1987 na Irlanda, expandindo-se rapidamente por toda Europa.
As espécies de lagostins de rio europeias, australianas, da Nova Guiné e japonesas são muito vulneráveis à doença. Entre as espécies afetadas pelo Aphanomyces astaci estão a lagosta autóctone europeia ou lagosta-nobre (Astacus astacus), o lagostim-de-patas-brancas (Austropotamobius pallipes), o lagostim-turco (Astacus leptodactylus) e a lagosta de pedra (Austropotamobius torrentium). As lagostas da espécie Cambaroides japonicus, originárias do Japão, ou da espécie Cherax papuanus, originárias da Nova Guiné estão também elas sujeitas a esta doença. O lagostim oriundo de China (Eriocheir sinensis) está também susceptível de contrair a infecção. Foram realizados testes onde se terá comprovado que as espécies pertencentes ao género Cherax encontram-se vulneráveis à afanomicose.

## Diagonóstico
Existem vários métodos para a detecção da doença. Um deles baseia-se em observações diretas dos leitos das massas de água quando constatada uma grande quantidade de exemplares mortos  A doença pode também ser identificada ao detetar-se comportamentos estranhos dos exemplares, como movimentos descoordenados ou atividade diurna (os lagostins são organismos com hábitos noturnos). No entanto, a simples constatação de mortalidade nos lagostins não é suficiente para diagnosticar a doença, uma vez que a contaminação da água também pode provocar um aumento da mortalidade.
É possível ainda diagnosticar a doença com base na observação das cutículas dos lagostins. Fazendo uso de um microscópio estereoscópio podem observar-se na cutícula de espécimes infectados hifas com coloração acastanhada. Utilizando um microscópio composto também podem ser detectados esporângios de  Aphanomyces astaci .
Outro método consiste na utilização da técnica de reacção em cadeia da polimerase (PCR), de preferência feito com exemplares de lagostins moribundos ou que morreram há pelo menos 24 horas antes da análise. Estas exigências aplicam-se igualmente caso se pretenda isolar o patogénio. Para isso é utilizado um meio de cultivo que contenha ácido oxolínico, penicilina, extrato de levedura e glicose.

## Medidas de prevenção

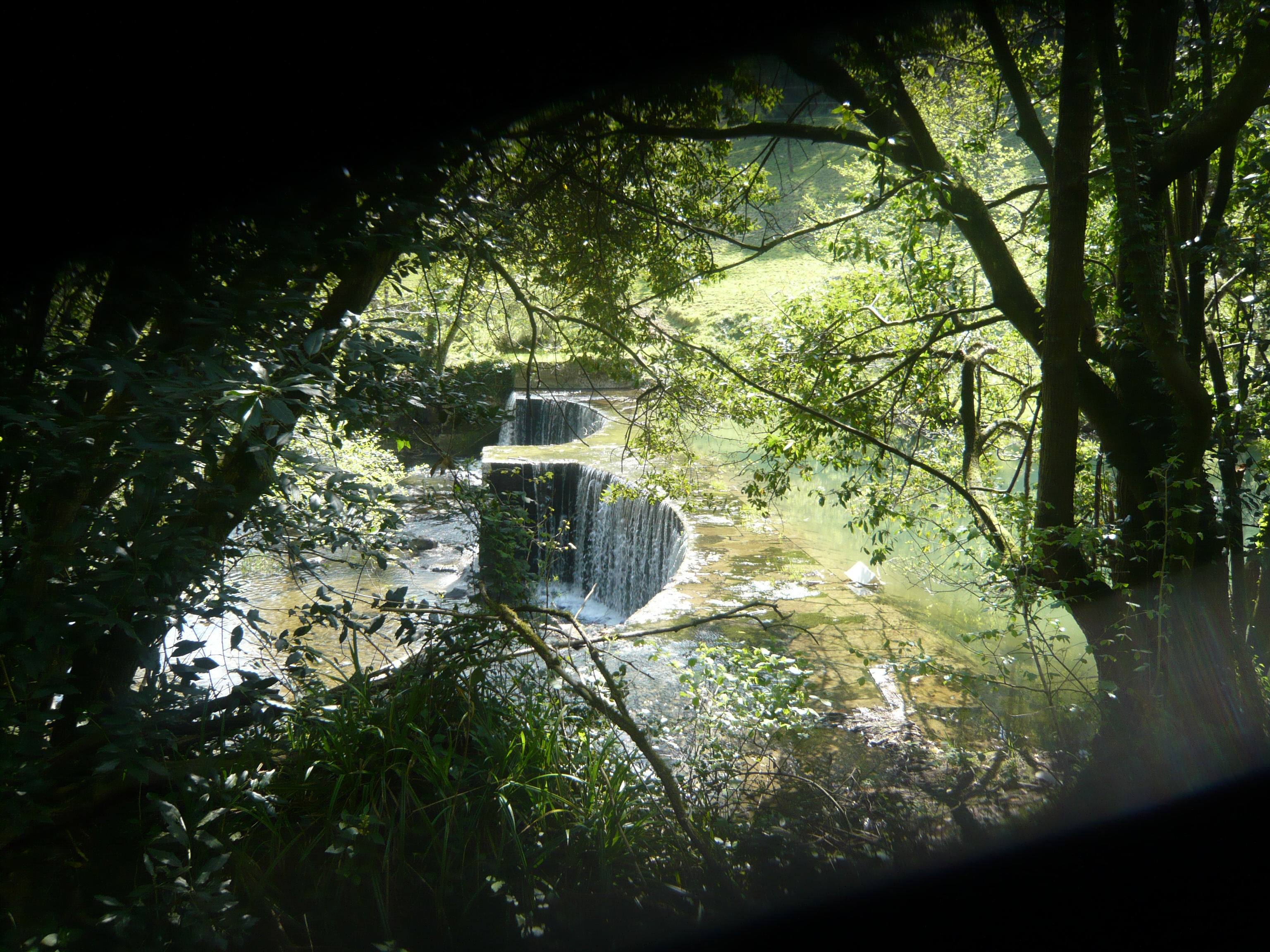
A presença de presas ou diques de contenção nos rios pode evitar a transmissão da afanomicose para outras águas.

Sendo os lagostins americanos os portadores da Aphanomyces astaci, uma medida tomada para evitar a propagação da doença é impedir a introdução destes em zonas do rio que não estão contaminadas. Para evitar que isto ocorra em determinados locais, como em Aragão, é proibida a venda de exemplares vivos de lagostim americano. Uma vez que certas espécies, como a Procambarus clarkii, aguentam algum tempo fora de água, é também recomendável matar os exemplares assim que pescados, para evitar uma eventual fuga de exemplares capturados para outras massas de água livres da contaminação. Nos trechos de rio onde se podem pescar lagostins como o Procambarus clarkii ou o Pacifastacus leniusculus é ainda recomendável desinfetar todos os utensílios de pesca utilizados para evitar a propagação da afanomicose. Uma medida que se tem mostrado eficaz para evitar o avanço de populações de lagostins alóctones para troços de rios livres dos mesmos consiste na construção de diques de contenção.